# Julio César Enciso (Fußballspieler, 1974)
Julio César Enciso Ferreira (* 5. August 1974 in Capiatá, Paraguay) ist ein ehemaliger paraguayischer Fußballspieler.

## Vereinskarriere
Enciso begann seine Fußballerkarriere 1994 bei Cerro Porteño. Bereits in seinem ersten Profijahr wurde er paraguayischer Landesmeister und wechselte 1996 nach Brasilien zu SC Internacional. Beim Klub aus Porto Alegre wurde er 1997 Meister des Bundesstaates Rio Grande do Sul. Von 1998 bis zu seinem Wechsel zurück in seine Heimat zu Olimpia Asunción Anfang 2001 war er Kapitän von Internacional.
Bei Olimpia Asunción feierte Enciso seinen größten Erfolg, als er 2002 im Finale gegen São Caetano die Copa Libertadores gewann. Im Finale um den Weltpokal 2002 musste er sich mit seiner Mannschaft Real Madrid mit 0:2 geschlagen geben. Im Spiel um die Recopa Sudamericana 2003, den südamerikanischen Superpokal, konnte man sich gegen CA San Lorenzo de Almagro durchsetzen, nicht zuletzt dank eines verwandelten Strafstoßes von Enciso zum Endstand von 2:0. Ende 2005 wechselte er von Olimpia Asunción zum Ligakonkurrenten Club 12 de Octubre.

## Nationalmannschaft
Enciso absolvierte zwischen 1995 und 2004 70 Länderspiele für die A-Nationalmannschaft Paraguays. Er stand im Aufgebot Paraguays bei der Weltmeisterschaft 1998 in Frankreich und kam dabei in allen vier Partien seines Landes über die volle Spielzeit zum Einsatz.
An der Copa América nahm er 1995, 1999 und 2001 teil. Während er 1995 noch ohne Einsatz blieb, war er 1999 und 2001 Stammspieler. Größter Erfolg bei der Südamerikameisterschaft war das Erreichen des Viertelfinals 1999, als man sich im Elfmeterschießen Uruguay geschlagen geben musste.
2004 war Enciso Teil der Olympiaauswahl seines Landes. Enciso stand als defensiver Mittelfeldspieler dabei in fünf der sechs Partien Paraguays auf dem Platz und war eine wichtige Stütze seines Teams. Der „Technische Bericht“ der FIFA über das olympische Fußballturnier 2004 vermerkt über Enciso: „Schlüsselspieler im Mittelfeld, unermüdlicher Einsatz“. Erst im Finale musste sich die Elf Paraguays Argentinien mit 0:1 beugen und Enciso gewann dadurch die Silbermedaille.
| Personendaten    | Personendaten                 |
| ---------------- | ----------------------------- |
| NAME             | Enciso, Julio César           |
| KURZBESCHREIBUNG | paraguayischer Fußballspieler |
| GEBURTSDATUM     | 5. August 1974                |
| GEBURTSORT       | Capiatá                       |